# Musa nagensium
Musa nagensium är en enhjärtbladig växtart som beskrevs av David Prain. Musa nagensium ingår i släktet bananer, och familjen bananväxter.

## Underarter
Arten delas in i följande underarter:
- M. n. nagensium
- M. n. hongii

## Bildgalleri

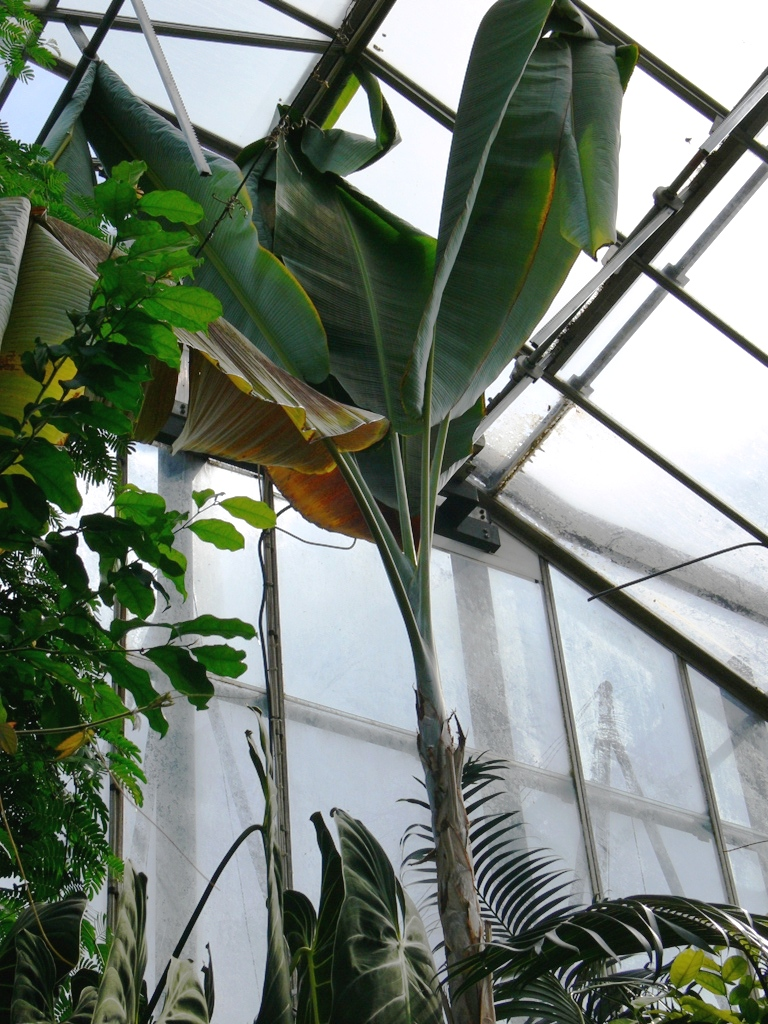